# Vegetação de Santa Catarina

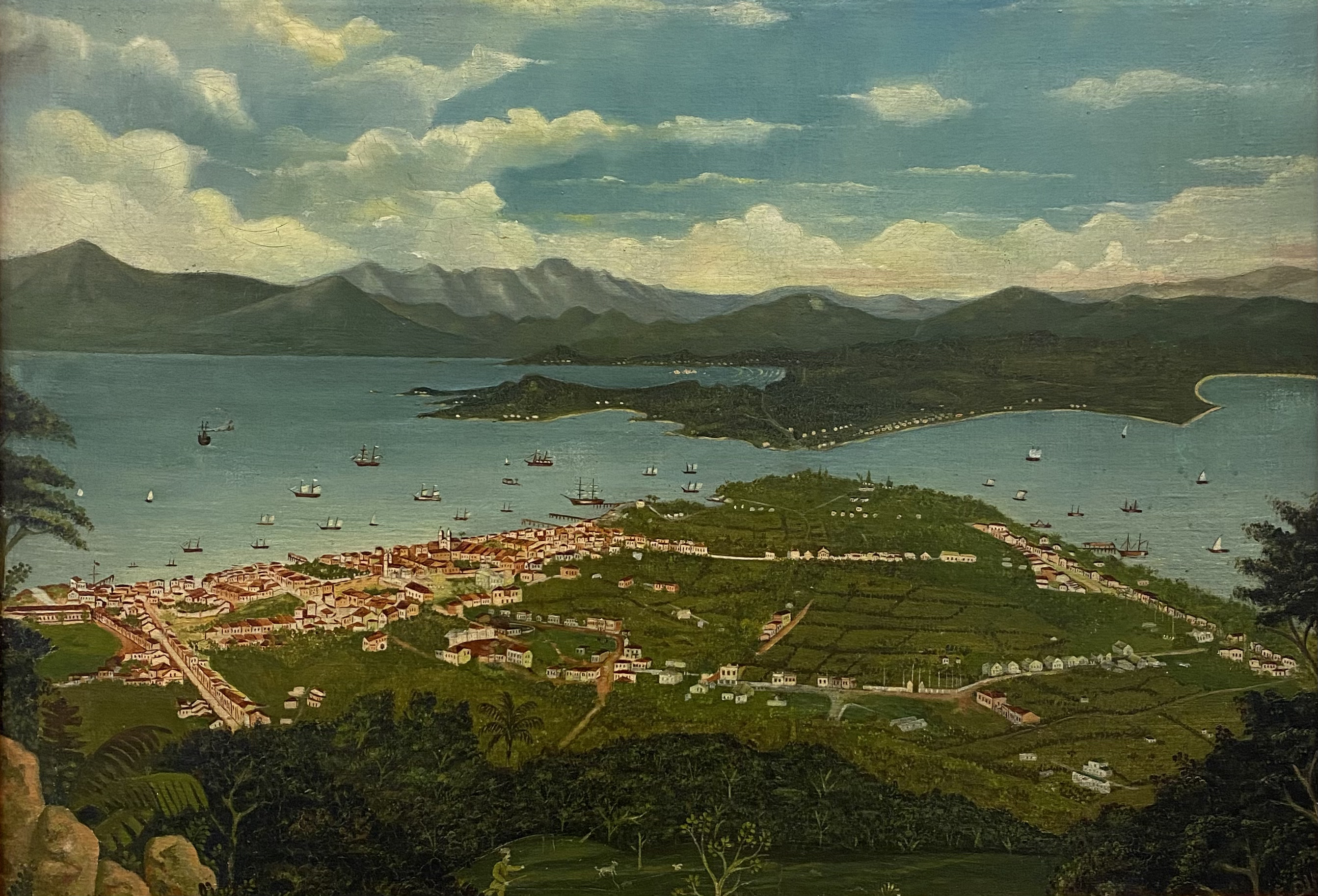

Vegetação de Santa Catarina é um domínio de estudos e conhecimentos sobre os aspectos fitogeográficos do território catarinense. Inserido inteiramente no bioma da Mata Atlântica, a vegetação original de Santa Catarina abrange duas formações: florestas e campos. As florestas, que albergam 65% do território de Santa Catarina, foram bastante desmatadas. No entanto, a silvicultura cresceu muito devido aos estímulos do governo e ao progresso da indústria madeireira. No planalto, ocorrem no formato de florestas mistas de coníferas (araucárias) com latifoliadas e, na baixada e sopé da serra do Mar, somente como floresta latifoliada. Os campos aparecem como manchas espalhadas no interior da floresta mista. Os principais constituem os de São Joaquim, Lages, Curitibanos e Campos Novos.

## Formações vegetais
O estado de Santa Catarina apresenta uma vasta diversidade natural, que se traduz nas múltiplas paisagens e das coberturas vegetais, que distribuem-se pelas suas diversas regiões fitogeográficas. Há sete tipos de cobertura vegetal em Santa Catarina:
Extensão original das regiões fitoecológicas em Santa Catarina, de acordo com Klein (1978)
| Região fitoecológica           | Área (km²) | %     |
| ------------------------------ | ---------- | ----- |
| Floresta ombrófila mista       | 42.851,56  | 44,94 |
| Floresta ombrófila densa       | 29.282,00  | 30,71 |
| Campos                         | 13.543,00  | 14,20 |
| Floresta estacional decidual   | 7.670,57   | 8,04  |
| Outras (restingas, manguezais) | 1.999,05   | 2,10  |
| Total                          | 95.346,18  | 100   |

### Região da Floresta Ombrófila Densa (Mata Atlântica)
Sua área de ocorrência são planícies e serras litorâneas do território estadual, em ambientes que a influência marítima marca com intensidade, com índice de umidade de maior elevação e amplitude térmica de menor elevação. Essas condições ambientais propiciam uma floresta característica desenvolvida, várias espécies e vida. É uma cobertura vegetal do tipo higrófila, latifoliada, perenifólia, densa e heterogênea. Essa floresta foi enormemente desmatada. São espécies dessa cobertura vegetal: canela, guamirins, bicuiba, peroba vermelha, cedro, pau-d’óleo, palmiteiro, figueira,entre outras especies. Em Santa Catarina, protege-se a Mata Atlântica em uma grande variedade de unidades de conservação localizadas no estado de santa catarina.

### Região da Floresta Ombrófila Mista (Mata de Araucárias.)
Essa formação vegetal é visível no planalto catarinense, em altitudes acima de 500 metros, em região de clima de maior amenidade, misturada com flora tropical e temperada. É uma vegetação acessível, aciculifoliada e homogênea. Boa parte dessa floresta foi desaparecida no século XX porque surgiram empresas que exploravam madeira e indústrias de móveis. São espécies de maior marcação desse domínio: canela, sapopemba, erva-mate, bracatinga, imbuia e as resistentes araucárias.

### Floresta Subtropical do Uruguai (Floresta Decidual ou Estacional.)
É a vegetação típica das regiões que se localizam nas proximidades do rio Uruguai. É visível em altitudes acima de 500 metros. São predominantes as espécies que largam suas folhas no outono e inverno, mas há numerosas de espécies permanentes. Nessa formação vegetal são destacadas a grápia, o angico-vermelho, o louro-pardo, a canafístula e a guajuvira. Entre as espécies perenifólias são visíveis o pau-marfim, a canela, os Camboatás, os Tanheiros, dentre as demais.

### Região das Savanas (Estepe ou Campos de Planalto.)
São coberturas vegetais variadas, campestre, em principal as matas galerias e os capões de mato, sendo intercaladas árvores e cerrados, que originaram o dinamismo das florestas naturalmente expandidas,que a evolução climática adicionou. São muito visíveis no Planalto Serrano, associando-se com frequência às araucárias. São constituintes de paisagem de excelência para o gado, exercendo influência na economia regional. As espécies mais quantitativas são as gramíneas (capim-colchão, capim caninha, grama forquilhinha, grama sempre verde e grama missioneira) como também espécies que pertencem à família das ciperáceas, leguminosas, verbenáceas e compostas.

### Área de Formação Pioneira (Vegetação Litorânea)
Vegetação de espécies que colonizaram ambientes de instabilidade que os agentes de morfodinâmica e de pedogênese mudaram. São visíveis no litoral, no lugar que o mar se comunica com o continente. É constituído em principal pela vegetação de restinga e dos manguezais. A vegetação de restinga é visível juntamente às dunas e balneários naturais, com dispersão de arbustos e gramíneas, com raízes estiradas sendo acompanhantes da área do solo. Essas formações são influenciadas pelo mar e pelos rios.

### Manguezais
São vegetais halófitos e pneumatóforos. São visíveis em áreas de encontro das águas fluviais com as águas marítimas, e onde as ondas não sejam rebentadas. São visíveis na costa na norte e na porção central do estado até o município de Laguna. No mangue existe matéria orgânica decomposta, transformada em nutrientes, os quais são de proveito do ecossistema que existe no manguezal e nos balneários naturais próximos.

### Restinga
É um grupo de ecossistemas que abrange comunidades vegetais de distinção florística e fisionômica, que situam-se em terrenos onde predomina a areia, originárias do mar, dos rios, das lagunas, do  vento ou combinadas com esses fatores, do quaternário, geralmente com solos de pequeno desenvolvimento. Estas comunidades vegetais são formadoras de um complexo vegetacional edáfico e pioneiro, maiormente dependente da natureza do solo do que do clima, sendo encontrando em balneários naturais, cordões feitos de areias, dunas, planícies, terraços e associações de depressões associadas.

## Reflorestamento
O dinamismo das massas de ar de temperaturas e as umidades diferenciadas são geradoras de fenômenos sucessivos de precipitações. A água ofertada, vital para as plantas, passar a existir em abundância e permite, especialmente, que os agricultores vivam plantando.
Atualmente, a inovação de recursos florestais tem sido funcional com resultados de excelência, em Santa Catarina. Trata-se de árvores plantadas em áreas nas quais eram existentes florestas nativas, ocorrência denominada por reflorestamento.
Em regiões de campos, o cultivo de árvores também tem tido consequência que realmente se considera de excelência. Naquelas, é possível dizer que o cultivo é reflorestamento, mas o certo poderia ser florestamento.
Também em regiões de baixadas feitas de areia, a plantação de árvores tem sido desenvolvida com eficácia. Nestas, geralmente, velhas florestas já eram ocorrentes e, dessa forma, seria, também, reflorestamento.
Em Santa Catarina, os silvicultores preferem a inclinação para plantar espécies não nativas, ou seja, vegetais naturalmente originários de demais lugares. Há, também, plantas autóctones, como a do Pinheiro (Araucaria angustifolia) e de demais.
As espécies alóctones já se adaptaram, pois, de maneira muito vantajosa em Santa Catarina, em principal as do gênero Pinus. Os eucaliptos, ao mesmo tempo, foram perfeitamente adaptados, por sinal, na quase totalidade do território brasileiro.
Em Santa Catarina, a silvicultura, baseada em espécies de eucaliptos, pratica-se na Zona de Mineração do Carvão. O objetivo é produzir madeira para empregá-la como escoras de minas, dormentes de trilhos, postes, e em pequena quantidade para construir residências campestres em lugares silenciosos. Dessa forma, a silvicultura tem como finalidade a complementação de demais fontes de renda.
Mas preocupa-se tanto na conversão da silvicultura numa atividade apropriada, que tenha ligação à economia florestal: produzir madeira, celulose, e demais finalidades úteis.
A "floresta de produção" é representativa de uma maneira renovadora de recursos florestais já de grande dizimação. A forte exploração que o homem fez relativamente aos recursos florestais nativos, e pela qual foi alterada a disposição primitiva da vegetação, agora é iniciada no sentido contrário: no sentido que Pero Vaz de Caminha aconselhou:
| “ | Em se plantando nela tudo dá | ” |
|   | — Pero Vaz de Caminha.       |   |

O mencionado cronista, que era podê-lo-ia ter falado: "Ninguém segura as plantas neste país" — não foi conhecedor de Santa Catarina. Se o fosse conhecedor, tê-lo-ia dito a mesma frase, depois de fatores e elementos climáticos, e das condições pedológicas.
A Floresta Atlântica de Santa Catarina é quase igualmente observada em outra região. E, se observasse a Floresta Mista de Araucária e de Folhosas, não mudaria a opinião, pois esta formação vegetal é também muito rica em espécies.
O mapa da vegetação original já é oferecido como veracidade de grande diferença da situação de hoje. As matas fartamente utilizadas, para madeira e para, combustível; para a ampliar as pastagens e as lavouras; para formar cidades; já acabou alterando significativamente a disposição das formações vegetais nativas. Também as formações costeiras. que denominam-se "manguezais", têm sido aterradas e utilizadas para lenha. Muitas de madeiras "fortes", como as perobas, as canelas, os louros (que compõem a Mata Atlântica); cedros e imbuias, (componentes da Mata Mista) têm sido alvo de intensa exploração.
A Araucaria angustifolia, individualmente de maior densidade nas regiões do Planalto, tem sido referente às terras valorizadas. Com o tempo, as reservas foram reduzidas e os o que restou hoje não resistiu por uma grande quantidade ao necessário consumo interno e da demanda atendida do arcabouço industrial da economia florestal. Será possível o preenchimento silvícola das ausência de matérias-primas que se baseiam nos recursos florestais. Será, porém, alterado o cenário da disposição da cobertura vegetal nativa.